# Bayan, Bayan
Bayan (kinesiska: 巴彦, 巴彦镇) är en köping och häradshuvudort i Kina. Den ligger i provinsen Heilongjiang, i den nordöstra delen av landet, omkring 69 kilometer nordost om provinshuvudstaden Harbin. Antalet invånare är 55 186.
Runt Bayan är det ganska tätbefolkat, med 185 invånare per kvadratkilometer. Bayan är det största samhället i trakten. Trakten runt Bayan består till största delen av jordbruksmark.
Genomsnittlig årsnederbörd är 854 millimeter. Den regnigaste månaden är juli, med i genomsnitt 192 mm nederbörd, och den torraste är januari, med 8 mm nederbörd.